# Gianfrancesco "Cagnino" Gonzaga
Gianfrancesco “Cagnino” Gonzaga (Bozzolo, 1502 – Bozzolo, 1539) è stato un militare italiano.

## Biografia

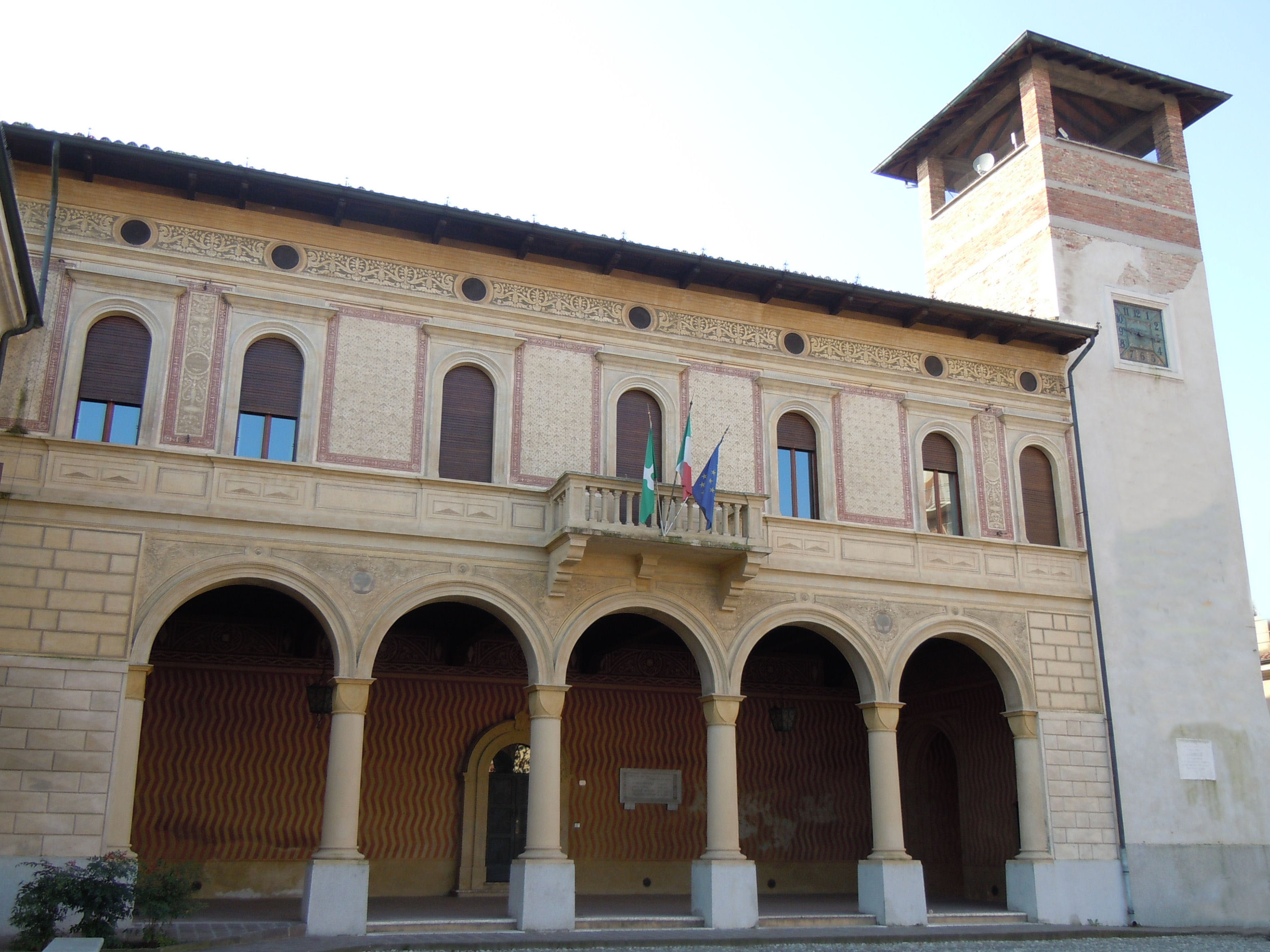
Bozzolo, palazzo municipale

Terzogenito maschio di Ludovico e di Francesca Fieschi dei conti di Lavagna, fu soprannominato “Cagnino” dal padre che da fanciullo lo vedeva piccolo e vivace come un cagnolino.
Fu avviato, come Rodomonte, alla carriera delle armi e nel 1518 fu inviato alla corte di Francia.
Nel 1525 partecipò alla battaglia di Pavia.
Nel 1528 ricevette in dono dal padre il possesso di Bozzolo, dove risiedette dopo il suo matrimonio con Luigia Pallavicini, figlia di Pallavicino II Pallavicini,  marchese di Busseto e di Elena Salviati e nipote del cardinale Giovanni Salviati, la quale portò in dote al marito vasti feudi nel territorio di Parma che saranno causa di intrighi alla morte del Gonzaga per le mire dei Farnese e a cui non sarà estranea neppure Paola Gonzaga-Sanvitale.
Nel 1529 incontrò a Bologna Carlo V al quale consegnò una petizione atta a favorire il matrimonio del fratello Luigi Rodomonte con Isabella Colonna.
Rimase sempre fedele alla causa francese, procurando grandi difficoltà al padre Ludovico, filoimperiale, che nel 1536 lo diseredò e, nell'estate del lo stesso anno, assieme al conte Guido Rangoni, Pietro Strozzi e Cesare Fregoso, fu tra i capitani che tentarono di attaccare Genova, in appoggio alle truppe di Francesco I di Francia, riportando perdite gravissime fra i suoi soldati.
Due anni prima della morte venne perseguitato da Cesare Fregoso e il re Francesco I fu costretto a mettere pace tra i due tramite un suo ambasciatore. Per vendicarsi Gianfrancesco pubblicò delle lettere di Pietro Aretino che mettevano in scherno il Fregoso.
Morì ancora giovane, a Bozzolo, nel 1539.

## Discendenza
Dalla moglie Luigia non ebbe figli.
Gianfrancesco ebbe tre figli naturali:
- Tiberio;
- Elena;
- Lucrezia.

## Ascendenza
|                       |                     |                                   | Genitori                       |  |  | Nonni |  |  | Bisnonni            |  |  | Trisnonni             |  |
|                       |                     |                                   |                                |  |  |       |  |  | Ludovico II Gonzaga |  |  | Gianfrancesco Gonzaga |  |
|                       |                     |                                   |                                |  |  |       |  |  | Ludovico II Gonzaga |  |  | Gianfrancesco Gonzaga |  |
|                       |                     | Paola Malatesta                   |                                |  |  |       |  |  | Ludovico II Gonzaga |  |  |                       |  |
| Gianfrancesco Gonzaga |                     |                                   |                                |  |  |       |  |  | Ludovico II Gonzaga |  |  |                       |  |
|                       |                     | Barbara di Brandeburgo            | Giovanni l'Alchimista          |  |  |       |  |  |                     |  |  |                       |  |
|                       |                     | Barbara di Brandeburgo            | Giovanni l'Alchimista          |  |  |       |  |  |                     |  |  |                       |  |
|                       |                     | Barbara di Brandeburgo            | Barbara di Sassonia-Wittenberg |  |  |       |  |  |                     |  |  |                       |  |
| Ludovico Gonzaga      |                     | Barbara di Brandeburgo            |                                |  |  |       |  |  |                     |  |  |                       |  |
|                       |                     | Pirro del Balzo                   | Francesco II del Balzo         |  |  |       |  |  |                     |  |  |                       |  |
|                       |                     | Pirro del Balzo                   | Francesco II del Balzo         |  |  |       |  |  |                     |  |  |                       |  |
|                       |                     | Pirro del Balzo                   | Sancia di Chiaromonte          |  |  |       |  |  |                     |  |  |                       |  |
| Antonia del Balzo     |                     | Pirro del Balzo                   |                                |  |  |       |  |  |                     |  |  |                       |  |
|                       |                     | Maria Donata Orsini               | Gabriele Orsini del Balzo      |  |  |       |  |  |                     |  |  |                       |  |
|                       |                     | Maria Donata Orsini               | Gabriele Orsini del Balzo      |  |  |       |  |  |                     |  |  |                       |  |
|                       |                     | Maria Donata Orsini               | Giovanna Caracciolo            |  |  |       |  |  |                     |  |  |                       |  |
| Gianfrancesco Gonzaga |                     | Maria Donata Orsini               |                                |  |  |       |  |  |                     |  |  |                       |  |
|                       | Gianluigi I Fieschi | …                                 |                                |  |  |       |  |  |                     |  |  |                       |  |
|                       | Gianluigi I Fieschi | …                                 |                                |  |  |       |  |  |                     |  |  |                       |  |
|                       | Gianluigi I Fieschi | …                                 |                                |  |  |       |  |  |                     |  |  |                       |  |
| Gianluigi II Fieschi  | Gianluigi I Fieschi |                                   |                                |  |  |       |  |  |                     |  |  |                       |  |
|                       |                     | Luisetta Fregoso                  | …                              |  |  |       |  |  |                     |  |  |                       |  |
|                       |                     | Luisetta Fregoso                  | …                              |  |  |       |  |  |                     |  |  |                       |  |
|                       |                     | Luisetta Fregoso                  | …                              |  |  |       |  |  |                     |  |  |                       |  |
| Francesca Fieschi     |                     | Luisetta Fregoso                  |                                |  |  |       |  |  |                     |  |  |                       |  |
|                       |                     | Giovanni I Lazzarino Del Carretto | …                              |  |  |       |  |  |                     |  |  |                       |  |
|                       |                     | Giovanni I Lazzarino Del Carretto | …                              |  |  |       |  |  |                     |  |  |                       |  |
|                       |                     | Giovanni I Lazzarino Del Carretto | …                              |  |  |       |  |  |                     |  |  |                       |  |
| Caterina del Carretto |                     | Giovanni I Lazzarino Del Carretto |                                |  |  |       |  |  |                     |  |  |                       |  |
|                       |                     | Viscontina Adorno                 | …                              |  |  |       |  |  |                     |  |  |                       |  |
|                       |                     | Viscontina Adorno                 | …                              |  |  |       |  |  |                     |  |  |                       |  |
|                       |                     | Viscontina Adorno                 | …                              |  |  |       |  |  |                     |  |  |                       |  |
|                       |                     | Viscontina Adorno                 |                                |  |  |       |  |  |                     |  |  |                       |  |